# Psiliglossa odyneroides
Psiliglossa odyneroides är en stekelart som först beskrevs av S.Saunders 1850.  Psiliglossa odyneroides ingår i släktet Psiliglossa och familjen Eumenidae. Utöver nominatformen finns också underarten P. o. kozhantshikovi.